# Euxesta undulata
Euxesta undulata är en tvåvingeart som beskrevs av Friedrich Georg Hendel 1913.
Euxesta undulata ingår i släktet Euxesta och familjen fläckflugor. Artens utbredningsområde är Paraguay. Inga underarter finns listade i Catalogue of Life.